# Joseph Michael Straczynski
Joseph Michael Straczynski (Paterson, Nueva Jersey; 17 de julio de 1954) es un escritor y guionista de cine y televisión y cómics estadounidense.
Es famoso por ser el creador de la serie de televisión Babylon 5 y los cómics Rising Stars y Midnight Nation, así como por su larga etapa como guionista de The Amazing Spider-Man.
Ha publicado 3 novelas: La Noche de los Demonios, Othersyde, y Tribulations, y unos veinte relatos cortos, la mayoría de los cuales han sido recopilados en las antologías Tales from the New Twilight Zone y Straczynski Unplugged.
En los últimos años ha colaborado también en las series de cómics de El Escuadrón Supremo, el Doctor Extraño, Los Cuatro Fantásticos y Thor, todas ellas de Marvel.
El éxito de su guion El Intercambio, que ha dirigido Clint Eastwood con Angelina Jolie como protagonista, le ha abierto recientemente las puertas de la industria cinematográfica, y tiene varios proyectos en desarrollo, incluidas las adaptaciones al cine de World War Z y They Marched into Sunlight, una posible película de Estela Plateada para Marvel, Ninja Assassin (cuyo guion escribió en 53 h) para Joel Silver y las hermanas Wachowski, una biografía sobre el Rey David y la versión de Planeta prohibido.

## Televisión
La carrera televisiva de Straczynski empezó en 1983 cuando envió por correo un guion para la serie He-Man y los Amos del Universo. A pesar de la forma poco ortodoxa en que les había hecho llegar el guion, Straczynski fue contratado como escritor de plantilla, permaneciendo a bordo cuando el equipo pasó a la serie de She-Ra, La Princesa del Poder, de la que dimitió por una cuestión de principios junto a su colega Larry DiTillio. Desde ahí fue ascendiendo en el mundillo hasta la posición de productor ejecutivo, al principio en series de animación como Jayce y los guerreros rodantes o Los verdaderos cazafantasmas.
Su antiguo compañero en He-Man, Marc Scott Zicree, había escrito el piloto y la «biblia» de una nueva serie de televisión, pero no pudo hacerse cargo de la posición de story editor (coordinador de guiones). Zicree recomendó a Straczynski, que dio así el salto de la animación a las series de imagen real con Capitán Poder y los Soldados del Futuro. A pesar de ser otro vehículo para la venta de juguetes, Straczynski se tomó en serio el proyecto y él y Larry DiTillio se propusieron desarrollar una serie que tuviera entidad en sí misma, y desarrollaron un hilo argumental de gran extensión para la serie que pudiera atraer a los adultos que veían la serie con sus hijos y que se extendía durante varias temporadas. Tras la cancelación de la serie, Straczynski trabajaría en series tan dispares como la La dimensión desconocida, Jake and the Fatman, Se ha escrito un crimen e incluso un episodio de Walker, Ranger de Texas.
En 1993 llegó a la cima de su carrera televisiva con la creación de la serie de ciencia ficción Babylon 5. La serie, que llevaba tratando de vender desde 1988, se desarrolló como una novela para televisión con planteamiento, nudo y desenlace previstos. En total escribió 92 de los 110 episodios, la película piloto y otros seis telefilms.
Tras Babylon 5 y su fallido spin-off, Crusade, se hizo cargo en 2002 de la serie Jeremiah, basada ligeramente en el cómic belga del mismo nombre, y de la que dimitió tras dos temporadas, siendo la serie cancelada inmediatamente después. Escribió 19 de los 35 episodios.

### Filmografía televisiva
- He-Man y los Amos del Universo
- She-Ra, La Princesa del Poder
- Jayce y los guerreros rodantes
- Los verdaderos cazafantasmas
- Capitán Poder y los Soldados del Futuro
- La dimensión desconocida
- Jake and the Fatman
- Se ha escrito un crimen
- Walker, Ranger de Texas
- Babylon 5
- Crusade
- Jeremiah
- Babylon 5: La Leyenda De Los Rangers
- Sense8

## Cómics
En el mundo de los Cómics Straczynski destaca por sus guiones adultos y llenos de Ciencia Ficción. Ha escrito algunas obras como Rising Star (de creación propia) o Spider-Man.

### Top Cow / Image
- Rising Star (Estrella naciente). (Rising Star 1 al 24 USA). Cómic del género superheroico, para adultos y de creación propia. Tuvo el éxito suficiente como para que su amiga y escritora Fiona Avery solicitara escribir algunos especiales y miniseries. Publicado en España por la editorial Norma en 5 tomos (Los 3 primeros incluyen la colección completa y el resto los especiales de Fiona Avery) (1999 - 2005).
- Midnight Nation.
- Dream Police (Serie de 9 números) (2014 - 2016)

### Marvel Comics
- Spider-Man (The Amazing Spider-Man - desde  Vol. 2, #30 (pasando por Vol. 1 #471) hasta Vol. 1, #545 (incluyendo números de Friendly Neighborhood Spider-Man y The Sensational Spider-Man como parte de crossovers). Publicada en España por Panini en forma de tomos (2001 - 2008).
- Extraño. Principio y fin (Strange 1 a 6 USA). Miniserie en la que revitaliza el origen del Doctor Extraño. Publicado en España en forma de tomo por Panini (2004 - 2005).
- Los 4 Fantásticos (Fantastic Four 527 - 541 USA). Añadirá sucesos en el origen de los 4 Fantásticos, un acontecimiento que desembocará en La Guerra Mundial de Hulk (World War Hulk) y la mayor parte del preludio y el cruce con La Guerra Civil(Civil War). Publicado en España por Panini en formato grapa en los primeros 16 números de la Colección de los 4 Fantásticos (que duró 18 números empezando posteriormente una nueva colección desde el 1). Recopilándose en 2 tomos Marvel Deluxe. (2005 - 2007)
- Los Doce (The Twelve) Miniserie de 12 números USA. En Estados Unidos ha sido cancelada en el número 9 y se cree que se terminará más adelante. En España los 6 primeros números han sido publicados por Panini en un tomo(2008 - hasta hoy).
- Thor (Thor vol. 3 #1 - Thor vol. 1 #603 + Thor Giant Size Finale 1). Publicado por Panini en grapa en la colección de Thor (1 al 8, 14 al 19 y 23 al 26) (2007 - 2009).

### MarvelIcono What If o fuera de continuidad
- Supreme Power Remake del Escuadrón Supremo (2003).
- Bullet Points Miniserie. Es un What If (2006)
- Silver Surfer: Requiem. Al parecer está fuera de continuidad. Miniserie (2007)
- The Book of Lost Souls. Miniserie de 6 números - Icon Comics (2005 - 2006)

### DC Comics
- Wonder Woman Vol.3 #600
- Superman: Earth One Vol. 1 historia de origen de un Superman de un universo paralelo

## Premios
- 2002 Premio Haxtur a la "Mejor Historia Corta" por Amazing Spider-Man nº 36 en el Salón Internacional del Cómic del Principado de Asturias (España)
- 2002 Nominado al Premio Haxtur al "Mejor Guion" por Amazing Spider-Man nº 36
- 2003 Nominado al Premio Haxtur al "Mejor Guion" por Conversación-Amazing Spider-Man Vol. 2 nº 38
- 2005 Premio Haxtur al "Mejor Guion" por Supreme Power
- 2005 Nominado al Premio Haxtur al "Mejor Historia Larga" por Supreme Power